# FC Monthey
FC Monthey – szwajcarski klub piłkarski z siedzibą w Monthey.

## Historia
Klub został założony 1 lipca 1910. W najwyższej klasie rozgrywkowej grał przez jeden sezon (1930/1931), spędził również 18 sezonów na poziomie drugiej ligi.

### Historia występów w pierwszej lidze
| Sezon   | Liga    | Grupa | Miejsce | Uwagi  |
| ------- | ------- | ----- | ------- | ------ |
| 1930/31 | Serie A | West  | 11.     | spadek |

### Historia występów w drugiej lidze
| Sezon   | Liga           | Grupa             | Miejsce                     | Uwagi  |
| ------- | -------------- | ----------------- | --------------------------- | ------ |
| 1931/32 | 1. Liga        | Zachód            | 9.                          | spadek |
| 1933/34 | 1. Liga        | Zachód            | 4.                          |        |
| 1934/35 | 1. Liga        | Zachód            | 10.                         |        |
| 1935/36 | 1. Liga        | Zachód            | 7.                          |        |
| 1936/37 | 1. Liga        | Zachód            | 8.                          |        |
| 1937/38 | 1. Liga        | Zachód            | 10.                         |        |
| 1938/39 | 1. Liga        | Zachód            | 7.                          |        |
| 1939/40 | 1. Liga        | 1                 | 4.                          |        |
| 1940/41 | 1. Liga        | Zachód            | 5.                          |        |
| 1941/42 | 1. Liga        | Zachód            | 10.                         |        |
| 1942/43 | 1. Liga        | Zachód            | 12.                         | spadek |
| 1970/71 | Nationalliga B | –                 | 8.                          |        |
| 1971/72 | Nationalliga B | –                 | 13.                         | spadek |
| 1981/82 | Nationalliga B | –                 | 13.                         |        |
| 1982/83 | Nationalliga B | –                 | 8.                          |        |
| 1983/84 | Nationalliga B | –                 | 13.                         |        |
| 1984/85 | Nationalliga B | –                 | 16.                         | spadek |
| 1993/94 | Nationalliga B | Zachód Spadkowa B | 4. (Zachód) 6. (Spadkowa B) | spadek |

## Reprezentanci kraju grający w klubie
|  | - Antun Rudinski - Benjamin Kololli - Jeff Saibene - Yoann Langlet - Lucian Burchel - Kurt Armbruster - Charly Hertig - Marco Lorenz |  | - Christian Matthey - Philippe Pottier - Yvan Quentin - Peter Rösch - Björn Nilsson - Fahed Dermech - Berkan Kutlu |